# Медаль «У пам'ять 22 березня 1939 року»
Медаль «У пам'ять 22 березня 1939 року» (нім. Medaille zur Erinnerung an die Heimkehr des Memellandes) — військова медаль Третього Рейху, що була заснована 1 травня 1939 року для нагородження військовослужбовців та офіційних осіб, що брали участь в анексії Мемельської області.

## Опис
Лицьова сторона медалі аналогічна двом попереднім медалей. На зворотному боці медалі розміщувалася напис нім. «Zur Erinnerung an die Heimkerhr des Memellandes 22 Marz, 1939» («3a повернення Мемельської області 22 березня 1939 року»), обвита вінком з дубового листя.
Стрічка медалі повторювала національні кольори Литви, яка за Версальського миру управляла Мемель,-білий-помаранчевий-білий-зелений-білий-помаранчевий-білий.
Медаль носилася на лівій кишені мундира в урочистих випадках серед інших нагород на медальній планці. Зазвичай на формі носили тільки колодку від медалі.
Медаль виготовлялася цільноштампованною, бронзованою. Діаметр 32 мм.